# José Estupiñán
José Hernando Estupiñán Riascos, noto semplicemente come José Estupiñán (El Charco, 6 maggio 2000), è un calciatore colombiano, centrocampista del Cúcuta Deportivo.

## Carriera
Cresciuto nel settore giovanile del Club Deportivo Pedro Sellares, nel 2018 si è trasferito a Medellín dove è entrato nel settore giovanile della squadra della città, l'Independiente Medellín. Nel primo semestre del 2020 è stato promosso in prima squadra dal tecnico Aldo Bobadilla ed il 2 febbraio ha debuttato in prima squadra disputando l'incontro di Categoría Primera A vinto 1-0 contro l'Atlético Junior.

## Statistiche
Statistiche aggiornate al 1º ottobre 2020.

### Presenze e reti nei club
| Stagione        | Squadra                | Campionato      | Campionato | Campionato | Coppe nazionali | Coppe nazionali | Coppe nazionali | Coppe continentali | Coppe continentali | Coppe continentali | Altre coppe | Altre coppe | Altre coppe | Totale | Totale | Totale |
| Stagione        | Squadra                | Comp            | Pres       | Reti       | Comp            | Pres            | Reti            | Comp               | Pres               | Reti               | Comp        | Pres        | Reti        | Pres   | Reti   |        |
| --------------- | ---------------------- | --------------- | ---------- | ---------- | --------------- | --------------- | --------------- | ------------------ | ------------------ | ------------------ | ----------- | ----------- | ----------- | ------ | ------ | ------ |
| 2020            | Independiente Medellín | A               | 4          | 0          | CC              | 0               | 0               | CL                 | 3                  | 0                  |             | -           | -           | 7      | 0      |        |
| Totale carriera | Totale carriera        | Totale carriera | 4          | 0          |                 | 0               | 0               |                    | 3                  | 0                  |             | -           | -           | 7      | 0      |        |